# Parque Patricios
Parque Patricios est un des quarante-huit quartiers de Buenos Aires.